# Chabówko
Chabówko (niem. Neu Falkenberg) – wieś w Polsce położona w województwie zachodniopomorskim, w powiecie pyrzyckim, w gminie Bielice.
W latach 1975–1998 miejscowość administracyjnie należała do województwa szczecińskiego.